# 直隶提督
直隶提督是清朝统领直隶军务的最高军事长官，为从一品官。

## 沿革
- 顺治十八年（1661年），设直隶提督，驻大名。
- 康熙七年（1668年），裁撤直隶提督。
- 雍正元年（1723年），复设直隶提督，驻古北口。

## 編制
清乾隆初年的編制可參考《大清會典則例》一書
- 提督 1人 駐守古北口，節制五鎮
  - 直屬四個營（本標中營、左營、右營、前營）：軍官31人；士兵2891人

1. 中營：正三品參將1人、正五品守備1人、正六品千總2人、正七品把總4人、兵806人
2. 左營：從三品游擊、正五品守備1人、正六品千總2人、正七品把總4人、兵806人
3. 右營：從三品游擊1人、正五品守備1人、正六品千總2人、正七品把總4人、兵806人
4. 前營：從三品游擊1人、正五品守備1人、正六品千總2人、正七品把總3人、兵473人

## 历任提督
| 姓名             | 任职时间                             | 卸职时间                             | 卸职原因                 |
| ---------------- | ------------------------------------ | ------------------------------------ | ------------------------ |
| 刘良佐           | 顺治十八年九月壬辰 1661年11月7日     | 康熙五年二月己卯 1666年4月2日        | 休致                     |
| 胡拜             | 康熙五年三月壬辰 1666年4月15日       | 康熙七年 1668年                      | 改湖广提督               |
| 董象纬           | 雍正元年二月戊辰 1723年3月24日       | 雍正元年九月己卯 1723年10月1日       | 改广东提督               |
| 何祥书           | 雍正元年九月己卯 1723年10月1日       | 雍正四年三月癸丑 1726年4月22日       | 改正白旗汉军副都统       |
| 宋可进           | 雍正四年三月癸丑 1726年4月22日       | 雍正四年十二月丁卯 1727年1月1日      | 改甘肃提督               |
| 郭成功（署理）   | 雍正四年十二月丁卯 1727年1月1日      | 雍正五年五月乙亥 1727年7月8日        | 改宁夏镇总兵             |
| 杨鲲             | 雍正五年五月乙亥 1727年7月8日        | 雍正七年正月壬申 1729年2月24日       | 协办直隶总督，旋革职     |
| 魏经国（署理）   | 雍正七年正月壬申 1729年2月24日       | 雍正八年十月 1730年11月              | 去世                     |
| 范时捷           | 雍正八年十月丁未 1730年11月21日      | 雍正八年十二月戊午 1731年1月31日     | 改署陕西提督             |
| 路振扬（署理）   | 雍正八年十二月戊午 1731年1月31日     | 乾隆元年正月丙辰 1736年3月3日        | 回任銮仪使               |
| 宗室璋格（署理） | 乾隆元年 1736年                      | 乾隆元年七月癸卯 1736年8月17日       |                          |
| 宗室德沛         | 乾隆元年七月癸卯 1736年8月17日       | 乾隆二年二月辛巳 1737年3月23日       | 改甘肃巡抚               |
| 瞻岱             | 乾隆二年二月辛巳 1737年3月23日       | 乾隆三年三月戊辰 1738年5月4日        | 改甘肃提督               |
| 永常             | 乾隆三年三月丁丑 1738年5月13日       | 乾隆五年十一月辛未 1740年12月22日    | 改镶红旗满洲都统         |
| 黄廷桂           | 乾隆五年十一月辛未 1740年12月22日    | 乾隆六年九月乙亥 1741年10月22日      | 改甘肃巡抚               |
| 塞楞额           | 乾隆六年九月乙亥 1741年10月22日      | 乾隆七年十月甲辰 1742年11月15日      | 改陕西巡抚               |
| 保祝             | 乾隆七年十月甲辰 1742年11月15日      | 乾隆九年四月庚午 1744年6月3日        | 病免                     |
| 傅清（署理）     | 乾隆九年四月庚午 1744年6月3日        |                                      |                          |
| 玛尔拜           | 乾隆十年十月丁巳 1745年11月12日      | 乾隆十一年十二月癸酉 1747年1月22日   | 改拉林副都统             |
| 索拜             | 乾隆十一年十二月癸酉 1747年1月22日   | 乾隆十二年三月丙午 1747年4月25日     | 改驻藏大臣               |
| 拉布敦（署理）   | 乾隆十二年三月丙午 1747年4月25日     | 乾隆十三年四月庚申 1748年5月3日      | 改驻藏大臣               |
| 满福（兼署）     | 乾隆十三年 1748年                    | 乾隆十三年 1748年                    |                          |
| 傅清（署理）     | 乾隆十三年闰七月己巳 1748年9月9日    | 乾隆十四年二月庚寅 1749年3月29日     | 与陕西提督互调           |
| 李绳武           | 乾隆十四年二月庚寅 1749年3月29日     | 乾隆十四年四月己亥 1749年6月6日      | 改福建陆路提督           |
| 潘绍周           | 乾隆十四年四月己亥 1749年6月6日      | 乾隆十四年六月庚子 1749年8月6日      | 病免                     |
| 海亮             | 乾隆十四年六月庚子 1749年8月6日      | 乾隆十四年十月甲辰 1749年12月8日     | 降为马兰镇总兵           |
| 布兰泰           | 乾隆十四年十月甲辰 1749年12月8日     | 乾隆十七年九月丙子 1752年10月25日    | 病免                     |
| 马负书（署理）   | 乾隆十七年 1752年                    | 乾隆十八年十月庚寅 1753年11月3日     | 改署福建陆路提督         |
| 吴进义           | 乾隆十八年十月庚寅 1753年11月3日     | 乾隆二十七年二月癸酉 1762年3月4日    | 去世                     |
| 齐斌             | 乾隆二十七年二月癸酉 1762年3月4日    | 乾隆二十七年九月辛巳 1762年11月7日   | 回任江南提督             |
| 色克慎           | 乾隆二十七年九月辛巳 1762年11月7日   | 乾隆二十八年十二月乙未 1764年1月15日 | 改荆州将军               |
| 永泰             | 乾隆二十八年十二月乙未 1764年1月15日 | 乾隆三十年十一月癸巳 1766年1月2日    | 改宁夏将军               |
| 冯哲             | 乾隆三十年十一月甲午 1766年1月3日    | 乾隆三十二年 1767年                  |                          |
| 王进泰           | 乾隆三十二年七月辛巳 1767年8月13日   | 乾隆三十八年七月壬戌 1773年8月22日   | 改四川提督               |
| 达齐（署理）     | 乾隆三十八年 1773年                  | 乾隆三十八年 1773年                  |                          |
| 段秀林           | 乾隆三十八年七月乙丑 1773年8月25日   | 乾隆四十一年三月丁亥 1776年5月3日    | 改湖广提督               |
| 王进泰           | 乾隆四十一年 1776年                  | 乾隆四十一年十月壬寅 1776年11月14日  | 改镶白旗汉军都统         |
| 长青             | 乾隆四十一年十月壬寅 1776年11月14日  | 乾隆四十六年六月甲戌 1781年7月23日   | 改浙江提督               |
| 刚塔             | 乾隆四十六年六月甲戌 1781年7月23日   | 乾隆四十七年七月癸丑 1782年8月26日   | 改驻马兰                 |
| 长青（署理）     | 乾隆四十七年七月癸丑 1782年8月26日   | 乾隆四十七年十月丁亥 1782年11月28日  | 署福建陆路提督           |
| 刚塔             | 乾隆四十七年十月丁亥 1782年11月28日  | 乾隆四十九年闰三月庚午 1784年5月4日  | 改陕西提督               |
| 李国梁           | 乾隆四十九年闰三月庚午 1784年5月4日  | 乾隆五十二年三月癸巳 1787年5月12日   | 去世                     |
| 李奉尧（署理）   | 乾隆五十二年 1787年                  | 乾隆五十二年 1787年                  |                          |
| 俞金鳌           | 乾隆五十二年三月癸巳 1787年5月12日   | 乾隆五十五年三月 1790年4月           | 与湖广提督互调           |
| 阎正祥           | 乾隆五十五年三月 1790年4月           | 乾隆五十七年二月癸卯 1792年2月25日   | 病免                     |
| 庆成             | 乾隆五十七年三月甲戌 1792年3月27日   | 嘉庆三年八月乙卯 1798年10月3日       | 免职                     |
| 爱星阿           | 嘉庆三年八月乙卯 1798年10月3日       | 嘉庆四年六月丙申 1799年7月11日       | 病免                     |
| 阿迪斯（署理）   | 嘉庆四年 1799年                      | 嘉庆四年 1799年                      |                          |
| 特清额           | 嘉庆四年六月己亥 1799年7月14日       | 嘉庆八年五月辛酉 1803年7月16日       | 改甘肃提督               |
| 长龄             | 嘉庆八年五月辛酉 1803年7月16日       | 嘉庆九年十二月戊午 1805年1月3日      | 改安徽巡抚               |
| 薛大烈           | 嘉庆九年十二月戊午 1805年1月3日      | 嘉庆十一年八月壬辰 1806年9月29日     | 赴陕西军营，后改陕西提督 |
| 色克通阿         | 嘉庆十一年八月壬辰 1806年9月29日     | 嘉庆十三年十月丙午 1808年12月1日     | 改乌鲁木齐都统           |
| 薛大烈           | 嘉庆十三年十月丙午 1808年12月1日     | 嘉庆十五年二月壬寅 1810年3月22日     | 降为天津镇总兵           |
| 喜明             | 嘉庆十五年二月丁未 1810年3月27日     | 嘉庆十八年四月戊戌 1813年5月1日      | 改吉林将军               |
| 马瑜             | 嘉庆十八年四月庚子 1813年5月3日      | 嘉庆十九年二月辛亥 1814年3月10日     | 改江南提督               |
| 福长安（署理）   | 嘉庆十八年九月乙亥 1813年10月5日     |                                      |                          |
| 徐锟             | 嘉庆十九年二月辛亥 1814年3月10日     | 道光元年五月丙子 1821年6月26日       | 改西安将军               |
| 杨芳             | 道光元年五月丙子 1821年6月26日       | 道光三年十二月壬寅 1824年1月8日      | 改湖南提督               |
| 武隆阿           | 道光三年十二月壬寅 1824年1月8日      | 道光五年八月己未 1825年9月16日       | 改江西巡抚               |
| 何占鼇           | 道光五年八月己未 1825年9月16日       | 道光八年九月壬寅 1828年10月13日      | 与甘隶提督互调           |
| 海凌阿（署理）   | 道光六年 1826年                      |                                      |                          |
| 马腾龙（署理）   | 道光七年三月庚辰 1827年3月31日       | 道光八年八月辛未 1828年9月12日       | 授重庆镇总兵             |
| 胡超（署理）     | 道光八年 1828年                      | 道光八年 1828年                      |                          |
| 齐慎             | 道光八年九月壬寅 1828年10月13日      | 道光十二年二月壬辰 1832年3月16日     | 病免                     |
| 薛升             | 道光十二年二月壬辰 1832年3月16日     | 道光十五年正月丁卯 1835年2月4日      | 改湖南提督               |
| 周悦胜           | 道光十五年正月丁卯 1835年2月4日      | 道光十六年十一月甲辰 1837年1月1日    | 改甘肃提督               |
| 唐俸             | 道光十六年十一月甲辰 1837年1月1日    | 道光十九年九月己未 1839年11月2日     | 去世                     |
| 周悦胜           | 道光十九年九月己未 1839年11月2日     | 道光二十二年十月甲辰 1842年12月1日   | 改甘肃提督               |
| 长春（署理）     | 道光二十二年 1842年                  |                                      |                          |
| 昌伊苏（署理）   | 道光二十二年 1842年                  |                                      |                          |
| 陈金绶           | 道光二十二年十月甲辰 1842年12月1日   | 咸丰六年三月甲子 1856年4月11日       | 革职（去世）             |
| 保恒（署理）     | 咸丰二年十一月癸亥 1852年12月27日    |                                      |                          |
| 张殿元（署理）   | 咸丰三年十月乙未 1853年11月24日      | 咸丰四年十月辛丑 1854年11月25日      |                          |
| 双锐（署理）     | 咸丰六年三月甲子 1856年4月11日       | 咸丰六年三月甲戌 1856年4月21日       | 忧假                     |
| 国瑞（暂署）     | 咸丰六年 1856年                      | 咸丰七年 1857年                      | 去世                     |
| 张殿元           | 咸丰七年闰五月壬寅 1857年7月13日     | 咸丰八年四月丁巳 1858年5月24日       | 革职                     |
| 托明阿           | 咸丰八年四月丁巳 1858年5月24日       | 咸丰八年六月甲寅 1858年7月20日       | 改西安将军               |
| 史荣椿           | 咸丰八年六月甲寅 1858年7月20日       | 咸丰九年五月丙申 1859年6月27日       | 战死                     |
| 乐善             | 咸丰九年五月丙申 1859年6月27日       | 咸丰十年七月庚子 1860年8月24日       | 战死                     |
| 成保（署理）     | 咸丰十年七月庚子 1860年8月24日       | 咸丰十一年五月戊子 1861年6月8日      | 回任山海关副都统         |
| 成明（署理）     | 咸丰十一年五月戊子 1861年6月8日      | 同治元年四月丙子 1862年5月22日       | 赴陕西                   |
| 崇厚（暂署）     | 同治元年 1862年                      |                                      |                          |
| 宝山（署理）     | 同治元年四月丙子 1862年5月22日       | 同治二年二月癸巳 1863年4月4日        | 降三级调用               |
| 恒龄（署理）     | 同治二年 1863年                      | 同治二年 1863年                      |                          |
| 成保（署理）     | 同治二年 1863年                      | 同治二年 1863年                      |                          |
| 长贵（署理）     | 同治二年 1863年                      | 同治二年十一月戊申 1863年12月15日    | 赴安徽                   |
| 讷钦（署理）     | 同治二年十一月戊申 1863年12月15日    | 同治三年二月丙戌 1864年3月22日       | 赴宁夏                   |
| 徐廷楷（署理）   | 同治三年二月丙戌 1864年3月22日       | 同治四年 1865年                      |                          |
| 刘铭传           | 同治四年七月辛巳 1865年9月8日        | 同治八年四月庚申 1869年5月29日       | 病免                     |
| 娄云庆（署理）   | 同治六年 1867年                      | 同治六年四月丙申 1867年5月14日       | 赴湖北                   |
| 郑魁士（署理）   | 同治六年四月庚戌 1867年5月30日       |                                      |                          |
| 傅振邦           | 同治八年四月庚申 1869年5月29日       | 光绪六年正月己卯 1880年2月20日       | 与湖北提督互调           |
| 郭松林           | 光绪六年正月己卯 1880年2月20日       | 光绪六年四月乙丑 1880年6月5日        | 去世                     |
| 李长乐           | 光绪六年四月乙丑 1880年6月5日        | 光绪十五年十一月甲子 1889年12月14日  | 去世                     |
| 叶志超           | 光绪十五年十一月丁卯 1889年12月17日  | 光绪二十年十月丙寅 1894年11月20日    | 革职                     |
| 聂士成           | 光绪二十年十月戊辰 1894年11月22日    | 光绪二十六年 1900年                  | 战死                     |
| 吕本元           | 光绪二十六年六月戊子 1900年7月14日   | 光绪二十六年七月乙巳 1900年7月31日   | 与浙江提督互调           |
| 沈大鼇（护理）   | 光绪二十六年 1900年                  | 光绪二十六年 1900年                  |                          |
| 马玉崑           | 光绪二十六年七月乙巳 1900年7月31日   | 光绪三十四年八月辛未 1908年9月13日   | 去世                     |
| 姜桂题           | 光绪三十四年八月辛未 1908年9月13日   | 宣统三年 1911年                      |                          |